# Joachim Schweppe
Joachim Schweppe (* 3. März 1926 in Kiel; † 22. Dezember 1999 in Hamburg) war ein deutscher Komponist und Kirchenmusiker.

## Leben
Joachim Schweppe wuchs in Hamburg auf. Er besuchte das Christianeum in Hamburg-Othmarschen und wurde einen Tag vor seiner Abiturprüfung zum Militär eingezogen. Zu dieser Zeit komponierte er bereits. Kurz vor Kriegsende kommt er als Luftwaffenhelfer nach Glashütte. Vormittags unterrichten die Lehrer in den Stellungen, am Nachmittag erhält er Sonderurlaub, um Klavierstunden zu nehmen.
Nach Kriegsdienst im Baltikum und Verwundung nimmt Schweppe 1946 wieder das Musikstudium in Hamburg und Lübeck auf, mit den Fächern Klavier (Carlo Stephan, Eliza Hansen und Hans Erich Riebensahm), Komposition (Ernst Gernot Klußmann) und Dirigieren (Wilhelm Brückner-Rüggeberg). Anfang der 1950er Jahre lebt Schweppe einige Zeit im sogenannten Steinhagenhaus in Hamburg-Rahlstedt gemeinsam mit anderen Künstlern, Musikern, Malern, Graphikern, Schriftstellern. Hier lernt er den Maler Carlo Kriete kennen, der ihn sehr beeindruckt und ihm die moderne Malerei nahebringt. Außerdem kommt er hier zuerst mit der Lyrik Georg Trakls in Kontakt, die ihn fasziniert und zeit seines Lebens immer wieder zu Werken inspirieren sollte. In den 1950er Jahren entstehen an die 50 Lieder auf Gedichte Trakls.
Die Stücke, die in jener Zeit entstehen, bleiben vorerst in der Schublade, niemand bekommt sie zu Gesicht. Erst Jahre später bringt er Kompositionen von sich in die Öffentlichkeit, reicht Stücke beim Rundfunk ein. In der Folgezeit werden Konzerte mit seinen Werken gegeben. Außerdem erhält er verschiedene Preise.
1957 lernt Schweppe Manfred Kluge kennen, dessen Assistent er zeitweilig ist. Vor allem aber entwickelt sich eine herzliche Freundschaft. Kluge, Komponist wie er, Organist an St. Aegidien in Lübeck und Professor an der dortigen Musikhochschule, übte großen Einfluss auf Schweppe aus und war wichtiger Dialogpartner in kompositorischen Fragen. Sie schickten einander ihre frischen Partituren und tauschten ihre Ansichten darüber aus.
Mit 33 Jahren wurde Schweppe Kirchenmusiker. Zunächst ist er an der St.Stephanuskirche in Eimsbüttel, dann an der Kreuzkirche in Hamburg-Wandsbek tätig. Wie viele vor ihm, etwa Heinrich Schütz oder Johann Sebastian Bach, ist er komponierender Kantor, Kirchendiener und Künstler.
Von 1983 bis zu seiner Pensionierung 1989 lehrt er an der Musikhochschule in Lübeck Musiktheorie, Tonsatz und Gehörbildung. Aber auch nach dem offiziellen Ende des Dienstes lässt ihn die Kirchenmusik nicht los. 1992–1993 nimmt er eine Stelle als Organist auf der norwegischen Insel Dönna an. Die herben Schönheiten Norwegens, das Land seines Lieblingsautors Knut Hamsun, haben es ihm angetan. Auch in den Sommermonaten der Folgejahre steuerte er mit seinem Segelschiff Dönna an und führte dort zur 800. Kirchweihfeier der Inselkirche 1999 seine „Bläsermusik für Norwegen“ vor dem Königspaar auf.

## Stil

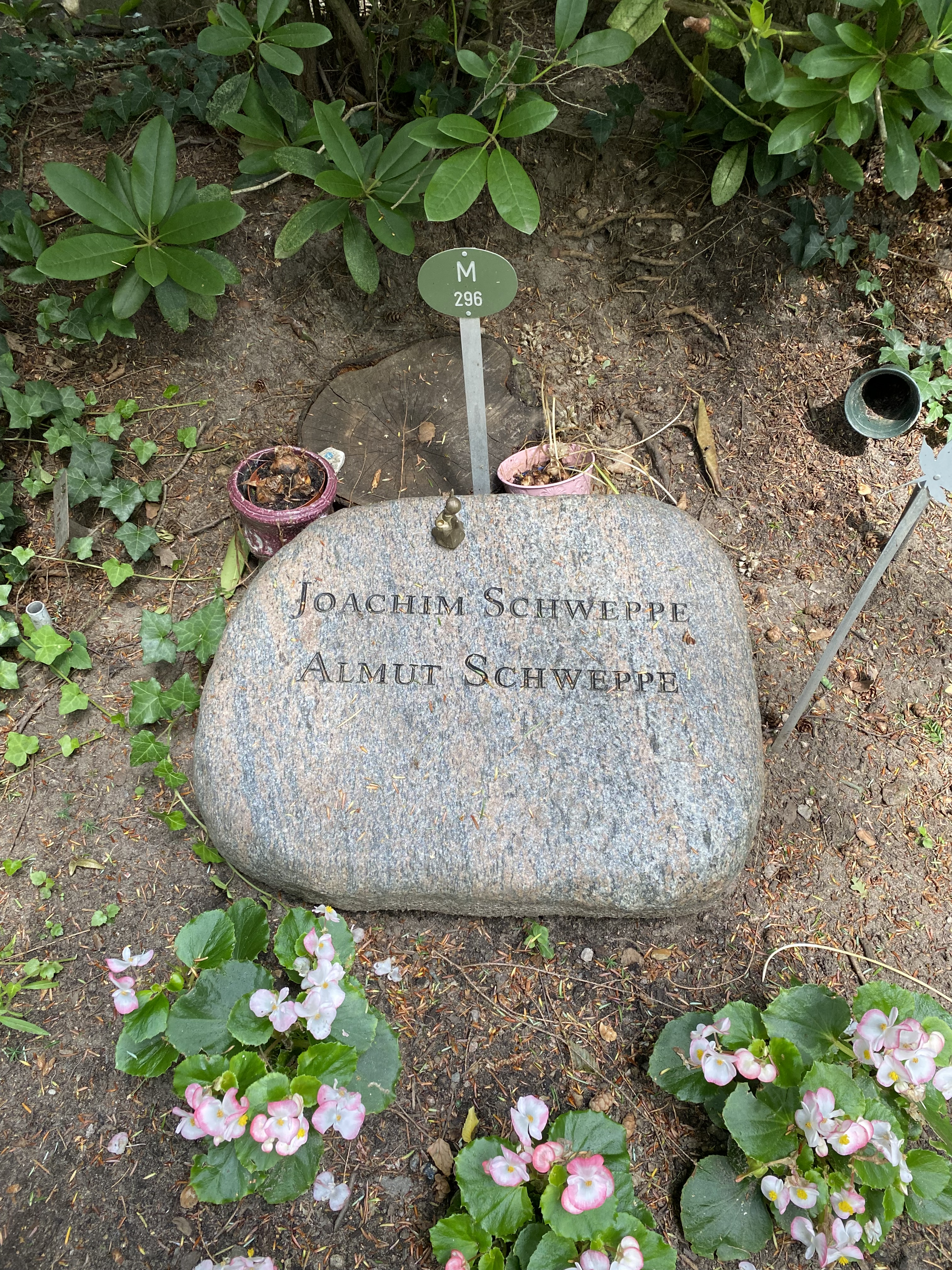
Grabstätte auf dem Rahlstedter Friedhof

Von Beruf Kantor und Organist an einer Kirche, zählte ein Großteil von Schweppes Kompositionen zur Kirchenmusik: Orgelchoräle und Orgelvorspiele, Kantaten, Psalmen, Losungen und Motetten. Eines seiner wichtigsten Werke ist „Messe 81“ für großes Orchester und Chor, die er, beim Evangelischen Kirchentag 1981 in Hamburg erstmals gespielt, 1988 vollendete und im Hamburger Michel aufführte. Er widmet sie Altbundeskanzler Helmut Schmidt.
Sein Beruf bot ihm die Möglichkeit, mit seinem Chor an der Kreuzkirche neben den großen Werken der Musikgeschichte auch die eigenen Werke einzuüben, die gerade zu Anfang gewiss nicht jedermanns Geschmack trafen oder den Erwartungen an sakrale Musik entsprachen. Sie setzen sich auf ihre Weise mit dem Wort Gottes auseinander, interpretieren es mit einer neuen, eigenen Sprache. Für die Kantorei der Kreuzkirche stellen seine Stücke immer besondere und spannende Herausforderungen dar.
Das Verhältnis Schweppes zum Glauben war nicht unmittelbar oder direkt, eher gebrochen. Der Zweifel gehöre für ihn zum Glauben dazu, er, betonte Schweppe in einem Radiointerview, bestärke ihn sogar. Die Theologen, die im Glauben schwankend sind, seien nicht die schlechtesten. Bei der Kirchenmusik, die er schreibe, könne er auch nicht jedes Wort mit Glauben füllen, sondern das Stück als ganzes muss Gott zur Ehre gereichen. Und neben dem Gotteslob erfülle auch Kirchenmusik wie jede Kunst eine diesseitsbezogene Funktion.
Weltliche Werke entstanden seltener. 1970 entstand die Trakl-Sinfonie, in deren 2. Satz er ein frühes Lied von sich über das Gedicht „Verfall“ von Georg Trakl eingearbeitet hat. Eine weitere Vertonung dieses Dichters, zu dem er eine Seelenverwandtschaft fühlte, ist der inzwischen häufig aufgeführte „Gesang des Abgeschiedenen“ aus dem Jahre 1968, ein Auftragswerk des Chorleiters Martin Behrmann. In dieselbe Schaffensphase fällt auch die Motette „An die Nachgeborenen“. In diesem Stück lässt Schweppe den Text von Bertolt Brecht nicht unverändert, sondern fügt verdeutlichend „Kyrie-“ und „Christe eleison“-Ausrufe sowie das Wort „Hiroshima“ ein.
Stilistisch lässt sich Joachim Schweppes Musik schwer einordnen, er gehört keiner Schule an und bezeichnete sich selbst als Außenseiter. Seine Musik ist subjektiv geprägt, sie geht Gefühlen nach, verbreitet Stimmungen. Schon insofern grenzt sie sich von vielem ab, was zeitgleich entstand. Das Merkmal, das Schweppes Musik die entscheidende Färbung gibt, ist seine irisierende, schwebende Harmonik. Er bedient sich der tonalen Sprache uns setzt sich zugleich von ihr ab, verfremdet und verschleiert sie. Profilierte Rhythmen erklingen in einem von der Taktmetrik weitgehend befreiten Tonsatz. Gern benutzt er alte Formen, wie das Fugato oder die Imitation, und bringt in Vokalwerken figürliche Ausdeutungen wichtiger Worte an.
Ein Blick in den Werkkatalog offenbart eine Vorliebe für vokale Gattungen wie Kantaten, Chöre und Lieder oder instrumentale, aber auf das Wort bezogene Formen, beispielsweise Orgelchoräle. Seine Musik sei oft zunächst unzugänglich, man stehe ihr distanziert gegenüber. Aber gerade junge Hörer, bemerkt er, mögen diese Musik, die einerseits intellektuell, durchdacht und trotzdem chromatisierend romantisch ist.
Die Bedeutung, die Musik für Joachim Schweppe besaß, lässt sich schwer in einem Satz ausdrücken. Musik und Kunst überhaupt hingen für ihn mit Krankheit zusammen, sie entstehen aus Trauer und Depression. Aber Kunst erfüllt auch eine diesseitsbezogene Funktion, darin liegt seiner Meinung nach überhaupt der Antrieb, schöpferisch tätig zu werden.
Joachim Schweppe wurde auf dem Rahlstedter Friedhof begraben in unmittelbarer Nähe seines Freundes Carlo Kriete.

## Werke

### Kammermusik
- 1. Violin-Sonate (1947)
- 2. Violin-Sonate (1954)
- Oboen-Sonate (1949)
- Streichquartett (1951)
- 1. Meditation für Englisch-Horn allein (1988)
- 2. Meditation für Englisch-Horn allein (1990) 3. Meditation für Englisch-Horn allein (1993)
- Elegie für Englisch-Horn und Streicher oder Orgel (1988)
- Musik für drei Blas-Instrumente (1986)
- Musik für Trompete und Orgel (1987)

### Klaviermusik
- Faust-Etüde Pan Pan (1951)
- Repetionen alla York
- Ablösungen
- Sekunden
- Terzen
- Quarten
- Quinten
- Sexten
- Septimen
- Dreiklänge
- Spreizungen
- Induktion
- Forte-Piano Musik zu vier Händen

### Lieder
- nach Texten von Theodor Storm
  - Bettlerliebe (1944)
  - Verirrt (1945)
  - Die Stadt (1945)
  - Mondlicht (1945)
  - Über die Heide (1946)
  - Im Volkston (1947)
  - Lied des Harfenmädchens (1945)
  - Elisabeth (1947)
  - Tiefe Schatten (1947)
  - So dunkel sind die Straßen (1947)
  - Weiße Rosen I (1947)
  - nach Texten von Heiner Burdorf
  - Amselruf (1947)
  - Die weiße Rose (1947)
  - Frühling, wohin? (1947)
  - Die mir die strenge Saite gespannt (1947)
  - Ob es die Wolke sei (1947)
  - Ernste Stunde (1947)
- nach Texten von Georg Trakl
  - Die Raben (1952)
  - In ein altes Stammbuch (1952)
  - Nachts (1952)
  - Nähe des Todes (1952)
  - Rondel (1952)
  - Im Winter (1952)
  - Herbstseele (1952)
  - Am Mönchsberg (1952)
  - Der Schlaf (1952)
  - Verfall (1967)
  - Gesang einer gefangenen Amsel (1968), (+ Flöte) Winterdämmerung (1968), (Begl.: Kl., Fl., Cello)
- nach Texten verschiedener Dichter
  - Ich weiß einen Lindenbaum stehen (H. Lins) (I/1945)
  - Wie sind die Tage schwer (Hermann Hesse), (1947)
  - Abendwolke (C. F. Meyer), (1947)
  - Das ferne Land (H. Lins), (1950)
  - Die verwandelte Mahle (W. Heinitz), (1948)
  - An einem See (W. Heinitz), (1948)
  - Lied (W. Heinitz), (1948)
  - Denk es, o Seele (Eduard Mörike), (1949)
  - All mein Gedenken (Dichter unbekannt, 15. Jahrh.), (1953) Lied (W. Flex), (1947)
- nach Texten von Detlev von Liliencron
  - Sehnsucht (1952)
  - Tiefe Sehnsucht (1952)
  - Auf einer grünen Wiese (1951)
  - In einer großen Stadt (1949) Zu spät (1951)
  - nach Texten von Friedrich Hebbel
  - Sommerbild (1962)
  - Herbstbild (1963)
  - Ich und Du (1962)

### Orgelmusik
- Orgelchoräle
  - Der du bist drei in Einigkeit (1964)
  - Es kommt ein Schiff (1960)
  - O süßer Herre Jesu Christ (1961)
  - Wenn meine Sünd' mich kränken (1959)
  - Christ ist erstanden, drei Strophen (1961)
  - O Welt, ich muss dich lassen (1958)
  - Der Mond ist aufgegangen (1959)
  - Der Herr ist mein getreuer Hirt (1959)
  - Es wolle Gott uns gnädig sein (1960)
  - O Traurigkeit (1975)
  - Christ lag in Todesbanden (1975)
  - kleine Choralvorspiele
  - Erhalt uns, Her, bei deinem Wort (1970)
  - O Heiliger Geist (1975)
  - Der Tag bricht an (1968)
  - Nun danket alle Gott (1972)
  - Herzliebster Jesu (1966)
  - Mein Seel, o Herr, muss loben dich (1964)
  - Es wolle Gott uns gnädig sein (1963)
  - Partiten
  - Jesus Christus, unser Heiland, der den Tod überwand (1970)
  - Christum wir sollen loben schon (1974/76)
  - Was mein Gott will (1985)
  - Nun lob, mein Seel, den Herren (1970)
- freie Orgelmusik
  - Toccata und Fuge (1962)

### Motetten
- Frühe Motette (Ps. 38), (1957)
- Gesang des Abgeschiedenen (Georg Trakl), (1965)
- An die Nachgeborenen (Bertolt Brecht), (1966)
- Es erhob sich ein Streit (1971)
- Jahreslosung 1980, ein Kanon (1980)
- Jahreslosung und Kirchentagslosung 1981 (1981) Einsetzungsworte (1981)
- Haidebild (Liliencron), für vierstg. Männerchor (1988)
- Psalm 13 (nach Martin Buber)
- „Marintim“, kleine Lied-Motette (1992)
- Norwegisch: Volga, Volga (Norsk tekst: H. Sote Schirmer) (1993)
- Choral-Motette: Ich liege, Herr, in deiner Hut (1994)

### Kantaten
- Die Nacht ist vorgedrungen (1960) für Solo-Tenor, Chor und Orchester
- Freuet euch in dem Herrn (1963) für hohe Stimme und Orchester 1985
- Psalm (1971) für Chor und Streichorchester
- „Bläser-Psalm“ (1971), 2 Versionen
  - 1. Version: für Chor, Pauke und 5 Bläser
  - 2. Version: für Chor und Orchester
- Denn wer hat des Herrn Sinn erkannt (1970) für hohe Stimme und Orchester
- Messe '81 (1980/81, 86, 88) für großes Orchester und Chor
- Weihnachts-Kantilene (Matthias Claudius) (1990/91) für Solo-alt, Tenor, Chor, Holzbläser und Streicher

### Musik im Gottesdienst
- Introitus für: 3. Advent (4stg. gem. Chor + Tr. + Kb.)
- Introitus für: letzter S. nach Ep. (3stg. Männerchor + instr Introitus für: Sonntag Estomihi (Chor-alt + Orgel).)
- Introitus für: Sonntag Oculi (Chor-Sopran + Orgel) Introitus für: Sonntag Laetare (4stg. gem. Chor + Orgel)

### Verschiedenes
- Induktionen (1970) nach der Dichtung Nebelland von Ingeborg Bachmann für Flöte, Violine, Cello, Klavier und Singstimme O Jesu Christ, meins Leben Licht (1985)
- Partita für Bläser Verfall (Georg Trakl), (1978)
- Sinfonie in 3 Sätzen („Trakl-Sinfonie“) Herzliebster Jesu (1968)
- Kleine Kantate für Kinderchor und Blockflöten Fürchtet euch nicht (1975) für hohe Stimme und Orgel Siehe, ich sage euch ein Geheimnis (1966)
- Geistliches Konzert für Solo und Orgel Einheit der Kirche
- Geistliches Konzert für Solo und Orgel Kantionalsätze für Chor zu Kirchenliedern Orgel- und Bläser-Begleitsätze zu Kirchenliedern Julesanger
- Sätze zu norwegischen Weihnachtsliedern Im Volkston
- Chorsätze zu Volksliedern

## Auszeichnungen
- 1954 Friedrich-Hebbel-Preis
- 1958 Kompositionspreis des Hamburger Tonkünstlerverbandes
- 1961 Kompositionspreis der Stadt Stuttgart
- 1966 Bachpreis-Stipendium in Hamburg